# Integrirano razvojno okolje
Integrirano razvojno okolje (angleško integrated development environment, IDE) je računalniška aplikacija, ki zagotavlja obsežno množico orodij za razvoj programov. 
Integrirano razvojno okolje običajno vsebuje urejevalnik izvorne kode, prevajalnik, povezovalnik, razhroščevalnik in razna orodja za preverjanje in izboljšave delovanja programa (npr. "profiler" in orodja za refakturiranje).